# Darfur (regio)

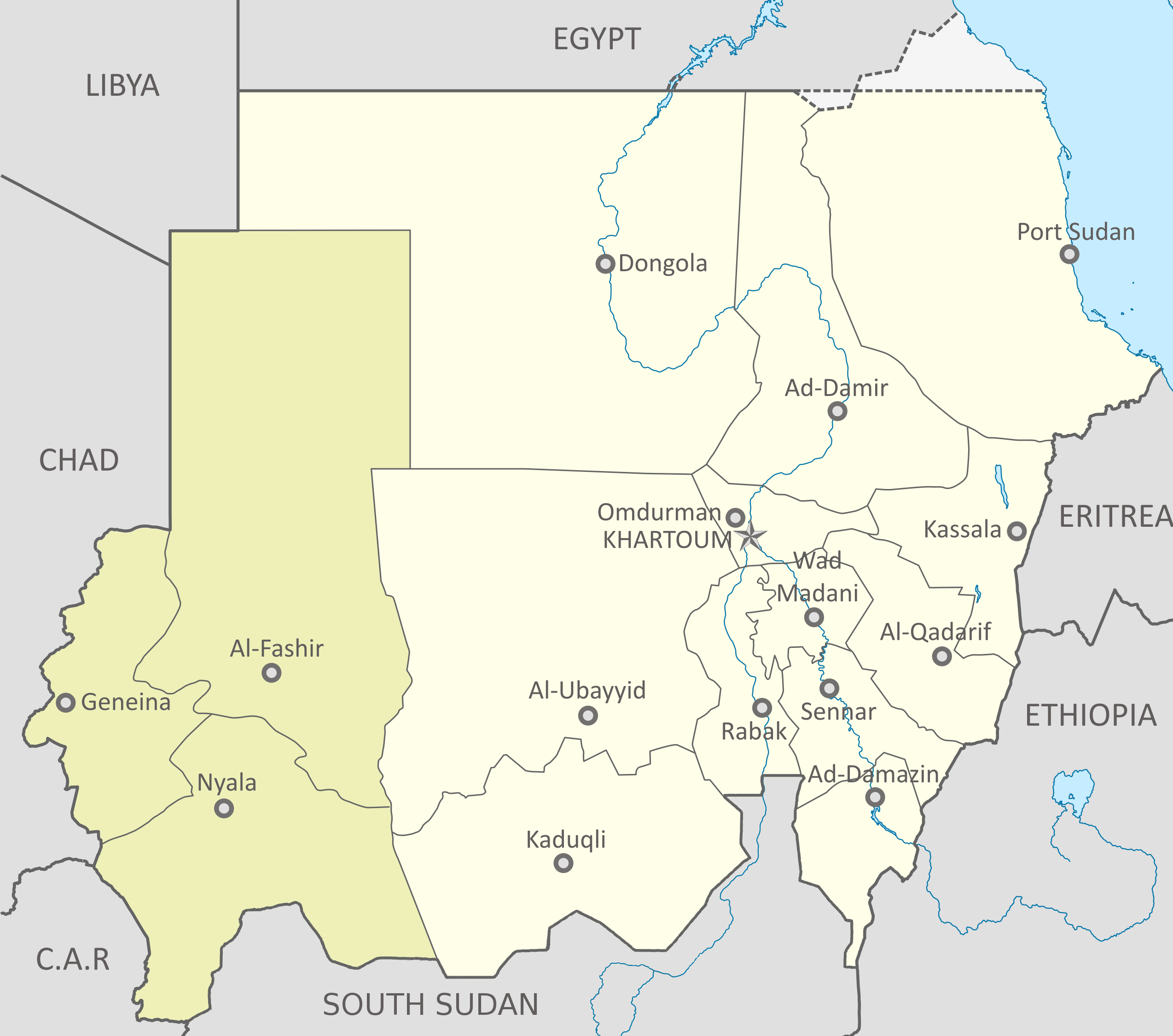
Het Darfurgebied

De regio Darfur (ook wel Darfoer of Darfour), in het Arabisch دار فور wat "rijk van de Fur" betekent, is een regio in het westen van Soedan, ten oosten van Tsjaad. Deze regio is sinds 2012 in vijf staten verdeeld: Noord-Darfoer, Oost-Darfoer, Zuid-Darfoer, Centraal-Darfoer en West-Darfoer. Daarvoor was het een van de bestuurlijke regio's van Soedan en van 1994 tot 2012 bestond het uit drie staten. Sinds 2003 speelt in Darfur momenteel al meer dan 20 jaar een gewapend conflict en een ten gevolge hiervan ontstane humanitaire crisis.

## Geografie
Het Darfurgebied is ongeveer 490 000 km² groot (ter vergelijking: Spanje heeft een oppervlakte van 505 992 km²) en wordt bevolkt door zo'n 3,1 miljoen mensen. Dafur grenst aan Libië, Tsjaad, de Centraal-Afrikaanse Republiek en Zuid-Sudan. Het gebied is grotendeels een woestijnachtige hoogvlakte met in het midden van de regio het Marrahgebergte (Jebel Marra) en een reeks vulkanische bergen met een hoogte tot 3000 meter. Het noorden bestaat grotendeels uit een zandwoestijn (Sahara), het midden is deel van de Sahel terwijl het zuiden door een bos wordt bedekt.
De belangrijkste steden zijn Al-Fashir, Nyala en Al-Junaynah (Geneina), in vergelijking met de afstand tussen andere steden in de gehele regio Darfur onderling op betrekkelijk geringe afstand van elkaar liggend.

## Economie en demografie
De economie bestaat grotendeels uit marginale landbouw, waarbij granen, fruit en tabak wordt geteeld in het drogere noorden, alsook vee wordt gehouden. De belangrijkste etnische groepen zijn de Fur, waarnaar de regio genoemd is, een etnisch Afrikaans volk en de Arabische Baggara. Daarnaast komen hier de Afrikaanse Massaleit en de Zaghawa voor.
Gedurende de geschiedenis zijn de relaties tussen de Afrikaanse en Arabische bewoners gespannen geweest. Het gebied was ooit een doorvoercentrum van de slavenhandel, voor de Arabische slavenmarkt. Ook zijn de economische belangen van de twee groeperingen met elkaar in strijd; de Arabieren zijn vooral nomaden, terwijl de Afrikanen vaste nederzettingen hebben wat tot conflicten geleid heeft over toegang tot water en weidegebieden.

## Geschiedenis
Het eerste volk waarvan bekend was dat zij de Darfur bewoonden, waren de Daju. Zij leefden hier van de eerste eeuw voor Christus tot in de veertiende eeuw, toen de Tungur binnenvielen, hier een sultanaat stichtten en de islam introduceerden. De sultans van de Tungur trouwden met de lokale Fur. 
Sultan M. Solaiman, die regeerde van circa 1596 tot circa 1637, wordt beschouwd als de stichter van de Keira-dynastie. Darfur werd een belangrijke macht in de Sahel. Onder de heerschappij van de Keira werden de grenzen in het oosten verlegd tot aan de rivier de Atbarah. Het sultanaat trok immigranten aan vanuit Bornu en Bagirmi.
In 1874 werd het land door Egypte ingenomen en tot provincie gemaakt. Nadat de buurprovincie Kordofan in 1883 was veroverd door de zelfverklaarde Mahdi, de Soedanees Mohammed Ahmad ibn Abd Allah, gaf de Egyptische gouverneur zich over om bloedvergieten te voorkomen. Na de overwinning van de Britten op de Mahdisten in 1898 werd Darfur een semiautonoom sultanaat onder Egyptisch-Brits bestuur. De laatste sultan kwam in 1916 in verzet tegen het Britse Rijk en werd gedood. Darfur werd bij het door de Britten bestuurde Anglo-Egyptisch Soedan gevoegd. Het werd onderdeel van de republiek Soedan bij de onafhankelijkheid in 1956.
In 1994 werd Darfur opgesplitst in drie federale staten: Noord-, Zuid- en West-Darfur. De hoofdstad van Noord-Darfur is Al-Fashir; die van Zuid-Darfur is Nyala en die van West-Darfur is Al-Junaynah. In 2012 is het oostelijke deel van Zuid-Darfur de staat Oost-Darfur geworden. Van delen van Zuid- en West-Darfur is Centraal Darfur gevormd.

### Het conflict vanaf 2003
In 2003 breekt een gewelddadige opstand uit tegen het centrale Soedanese bewind in Khartoem. De Arabische regering bombardeert in Darfur de bevolking vanuit de lucht en bewapent eigen burgermilities, die volgens sommigen genocide plegen op de Afrikaanse bevolking, veelal christenen.  Volgens informatie van de Verenigde Naties zijn 300.000 mensen om het leven gekomen tussen 2003 en 2008 en leidde dit conflict tot 2 miljoen vluchtelingen. In mei 2006 werd een vredesakkoord gesloten tussen de regering en de meeste rebellengroepen. Op 31 december 2007 werd de vredesmissie UNAMID (United Nations African Mission in Darfur) in het gebied gestationeerd om hierop toe te zien. Een nieuw vredesakkoord volgde in 2011. 
Eind 2020 werd UNAMID opgeheven. Een aantal hulporganisaties, waaronder bijvoorbeeld Artsen Zonder Grenzen, rapporteren echter over schrijnende situaties en opnieuw opgelaaide conflicten. Zo berichten zij op 5 mei 2023 dat op zaterdag 15 april 2023 hevige gevechten uitbraken tussen het Soedanese leger (SAF) en de Rapid Support Forces (RSF) die vooral in Khartoem, de hoofdstad van Soedan, en in Darfur blijven aanhouden. 17 mei 2023 doet Afrika-correspondent Elles van Gelder hierover verslag in het Radio 1 Journaal van de NOS. Dit actualiteitenprogramma wordt op de Nederlandse radiozender NPO Radio 1 uitgezonden.

## Ecologie

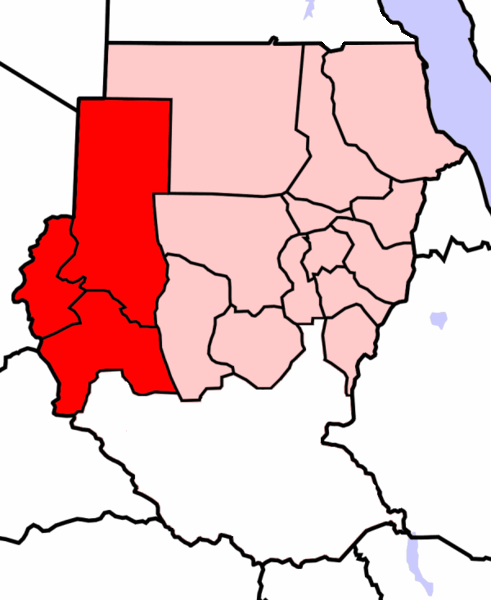
Darfur

De Arabische gom wordt gewonnen van de Acacia senegal, een boom waaronder de boeren hun gierst verbouwen. Doordat de woestijn steeds verder oprukt, onder andere door de grote druk van het vee en klimaatverandering, is het proces van natuurlijke verjonging tot stilstand gekomen. Hierdoor wordt het zand niet meer vastgelegd, en ontstaat stuivend zand. Dit is indicatief voor de belasting waar de natuur onder dreigt te bezwijken.